# Deception (série)
Deception é uma série de jogos eletrônicos de estratégia-RPG desenvolvida pela Tecmo.
Nestes jogos o personagem entra em combate indireto com os inimigos através do uso de armadilhas (traps, em inglês) que são criadas pelo jogador. Este deve ainda colocá-las cuidadosamente no cenário e controlá-las para capturar/derrotar os oponentes.
Atualmente a série conta com quatro jogos:
1. Tecmo's Deception: Invitation to Darkness (1996 - Playstation) - Kokumeikan no Japão;
2. Kagero: Deception 2 (1998 - Playstation) - Kokumeikan Shinsho no Japão;[1]
3. Deception III: Dark Delusion (1999 - Playstation) - Soumatou no Japão;[1]
4. Trapt (2005 - Playstation 2) - Kagero 2: Dark Illusion no Japão.
5. Deception IV: Blood Ties (2013 - Playstation 3, Playstation Vita); Kagero: Dark Side Princess no Japão.
6. Deception IV: The Nightmare Princess (2014 - Playstation 3, Playstation 4, Playstation Vita), Kagero: Another Princess no Japão. "Pacote de expansão de Deception IV: Blood Ties"